# Köpcentrum Rewell

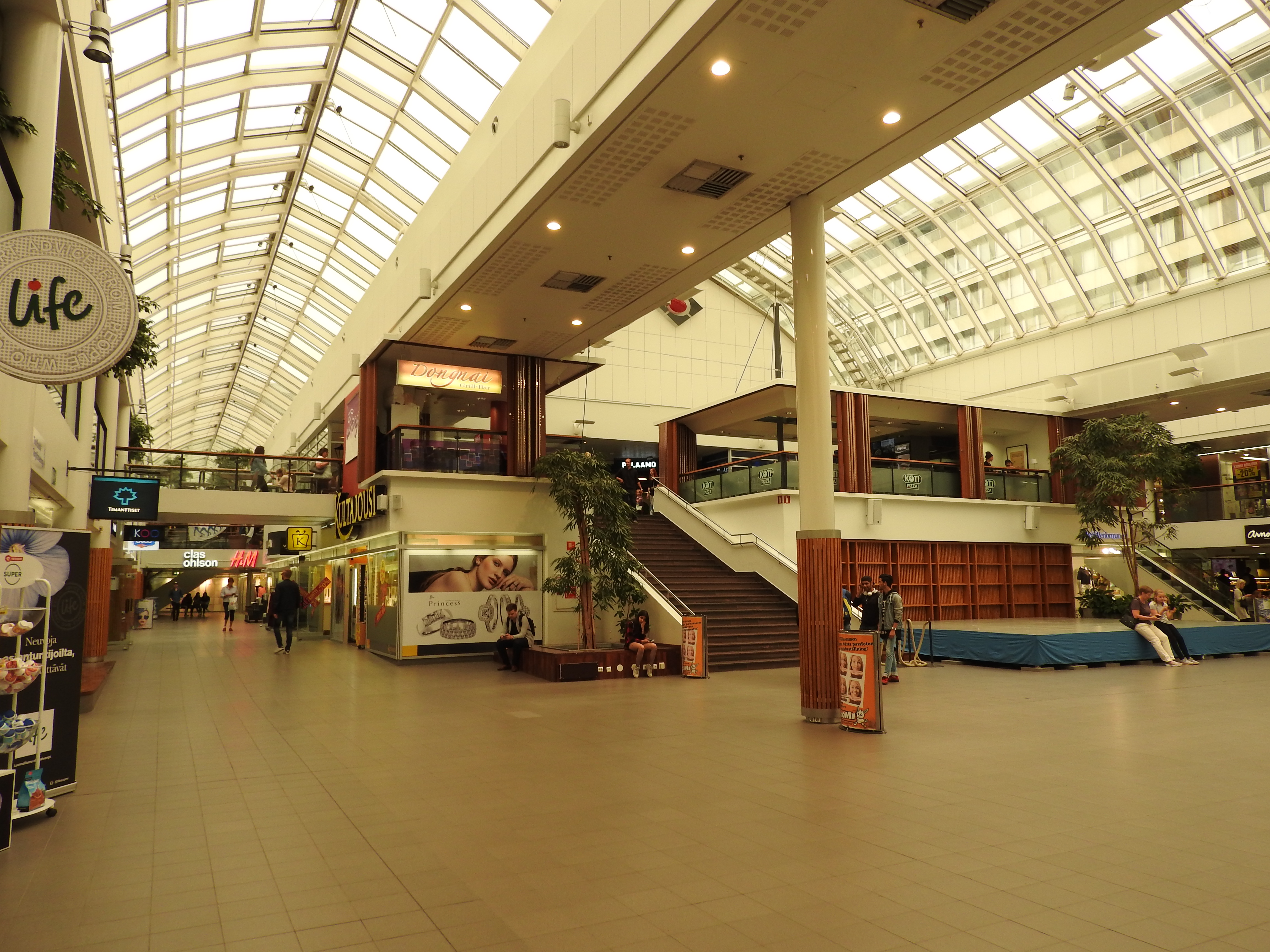
Interör

Köpcentrum Rewell (tidigare Rewell Center) är ett köpcentrum vid övre torget i Vasa centrum. Det är Österbottens största köpcentrum. Rewell byggdes efter ritningar av Viljo Revell och stod färdigt 1963. Köpcentret genomgick en stor utvidgning 1990 och en mindre 2003. I oktober 2020 förnyades köpcentrets image med bland annat en ny logo och en förkortning av namnet från Rewell Center till endast Rewell.
Det finns 18 235 kvadratmeter affärsyta i köpcentret.